# Varresbecker Straße (stanice visuté dráhy ve Wuppertalu)
Varresbecker Straße (německy Schwebebahn Varresbecker Straße) je stanice visuté dráhy ve Wuppertalu, která se nachází nad říčkou Wupper vedle továrny firmy Bayer.

## Charakteristika
Stanice je nadzemní se dvěma bočními nástupišti a byla otevřena 1. března 1901 a je postavena stejně jako stanice Westende, Pestalozzistraße a Robert-Daum-Platz. Je obložena sklem, nástupiště jsou ze dřeva a plechu.